# WCT Challenge Cup 1977 2
Il WCT Challenge Cup 1977 2 è stato un torneo di tennis giocato sul sintetico indoor. È stata la 4ª edizione del WCT Challenge Cup, che fa parte del World Championship Tennis 1977. Il torneo si è giocato a Las Vegas negli USA, dal 14 al 20 novembre 1977.

## Campioni

### Singolare maschile
Jimmy Connors ha battuto in finale  Roscoe Tanner con il punteggio di 6–2, 5–6, 3–6, 6–2, 6–5